# Dede (chef religieux)
Pour les articles homonymes, voir Dédé.
Le dede, littéralement « grand-père » en turc, est le chef religieux et spirituel de l’alévisme. 

## Fonction
Le dede est le représentant d’un ocak (foyer). Il doit obligatoirement descendre de Mahomet, et donc être un sayyid. Il est aussi souvent appelé baba (en turc, « père »). L'institution des dede s'appelle dedelik.
Cette institution est au cœur de l'alévisme turc traditionnel, c'est-à-dire l’alévisme que l'on trouvait avant que la sécularisation et la modernisation ne viennent transformer les milieux ruraux en Anatolie et en Thrace. Dans cet alévisme, le dede est un chef à la fois un chef spirituel et social.
Selon le Buyruk (« commandement » en turc), le livre de référence pour la religion et « la façon de vivre » dans l’Islam alévi, le dede est un descendant du Prophète (ocakzade). Le Buyruk contient des versets coraniques, les citations du prophète et des douze imams et les principes de l’alévisme. Le rôle du dede est de faire appliquer le droit religieux, de conduire les cérémonies et de prêcher.
L'institution des dedes est basée sur une hiérarchie à trois niveaux : le Murshid; le Pir; le Rehber.